# Südliches Patagonisches Eisfeld
Das Südliche Patagonische Eisfeld (Spanisch: Campo de Hielo Patagónico Sur) ist das größte Gletschergebiet des Patagonischen Eisschildes, zudem das größte auf der Südhalbkugel außerhalb der Antarktis. Es liegt in den Anden, teilweise in Chile, teilweise in Argentinien.
Die Länge des Gletschergebiets, die Ausdehnung in Nord-Süd-Richtung, beträgt 350 km, die Breite liegt meist zwischen 30 und 40 km. Die Fläche beträgt ungefähr 13.000 km².
Im Jahr 1943 wurde das Gletschergebiet im Auftrag der chilenischen Regierung mit Militärflugzeugen aus der Luft fotografiert. Danach wurde die Gegend durch die Expeditionen von Federico Reichert und Alberto de Agostini erforscht. Trotzdem sind bis heute Teile des Gebiets noch nicht betreten worden.
Das Südliche Patagonische Eisfeld gilt als das größte Süßwasserreservoir in Südamerika.

## Grenzziehung

Der Südpatagonische Eisfeldstreit derzeit

Für den 60 km langen Abschnitt der chilenisch-argentinischen Grenze zwischen den Bergen Fitz Roy und dem Murallón konnte bislang keine einvernehmliche Festlegung gefunden werden. Der Abschnitt des Gletschers konnte noch nicht exakt vermessen werden.
Im Jahre 1998 erklärten die Präsidenten Eduardo Frei Ruiz-Tagle (Chile) und Carlos Menem (Argentinien) diesen Abschnitt zu einer besonderen Zone. Sie vereinbarten, diese Zone auf allen Landkarten markieren zu lassen. Die Zone sollte von einem Viereck eingerahmt werden und innerhalb des Rahmens sollte keine Grenze gezogen werden. Dazu sollte eine kurze erklärende Note gedruckt werden.
Das argentinische Instituto Geográfico Militar veröffentlichte 2006 eine Landkarte ohne den Rahmen, ohne die erklärende Note und mit der maximalen argentinischen Forderung einer amtlichen Grenzlinie. Nach einer diplomatischen Protestnote und einem Gipfeltreffen zwischen Michelle Bachelet und Néstor Kirchner wurde die Karte aus dem Verkehr gezogen.
Obwohl auf offiziellen chilenischen Karten ein Verweis auf das Abkommen von 1998 und die noch zu definierende Grenze zu sehen ist, wurde dies nie auf argentinische Karten angewendet und die Behauptung vor diesem Jahr wird weiterhin angezeigt.

## Gletscher

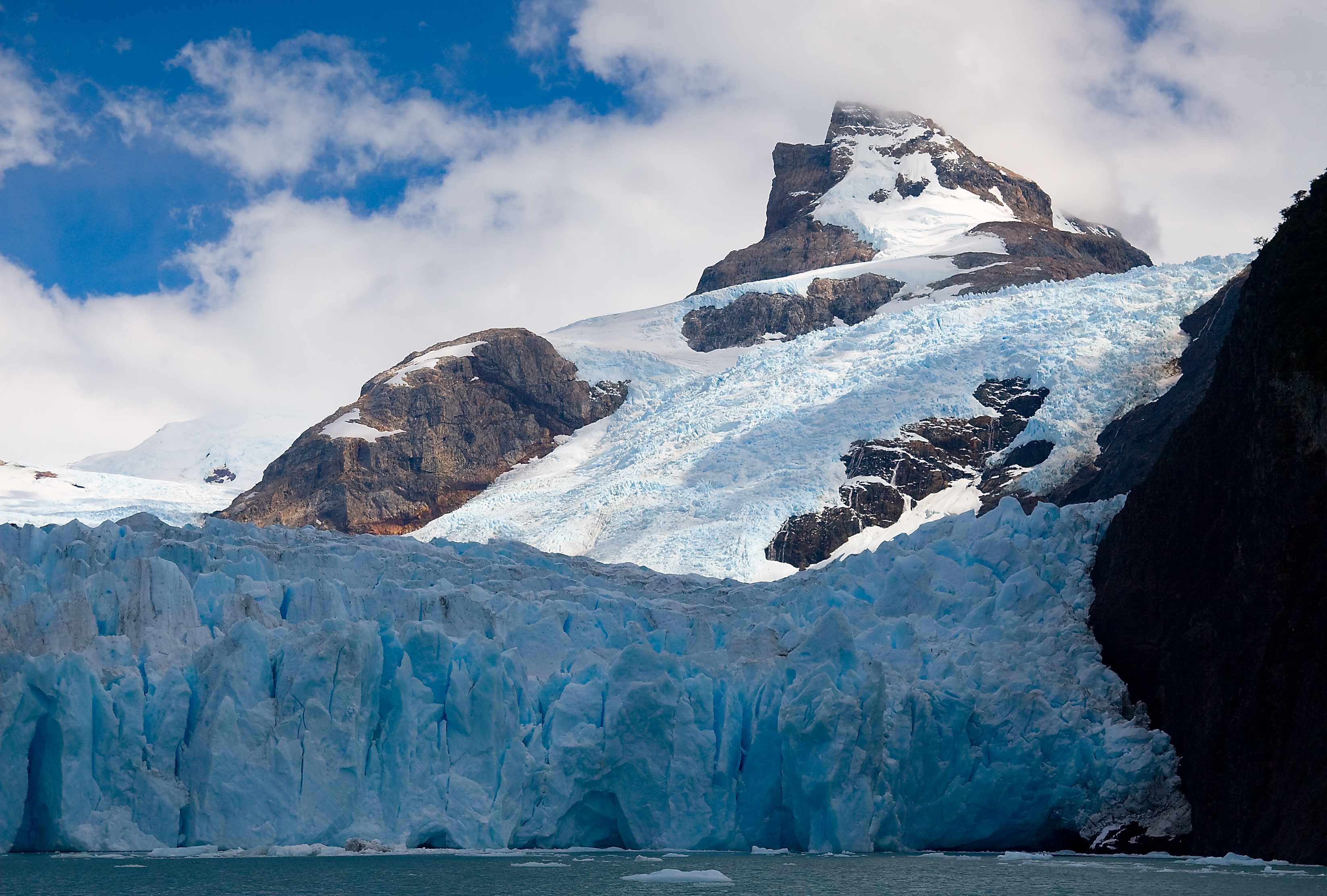
Upsala-Gletscher

Zum Südlichen Patagonischen Eisfeld gehören zahlreiche, teils riesige Auslassgletscher. Mit Ausnahme zweier Gletscher kalben alle größeren Gletscher an ihrem Ende. Die westlichen erreichen dabei einen pazifischen Fjord, die östlichen kalben in Gletscherrandseen.
Zu den größten Gletschern des Südlichen Patagonischen Eisfelds zählen:
- Pío-XI-Gletscher, 1.265 km²
- Viedma-Gletscher, 978 km²
- Upsala-Gletscher, 902 km²
- Perito-Moreno-Gletscher, 258 km²
- O'Higgins-Gletscher
- Balmaceda-Gletscher
- Serrano-Gletscher
- Geike-Gletscher
- Grey-Gletscher
- Jorge-Montt-Gletscher

## Nationalparks

Das Südliche Patagonische Eisfeld

Teile des Südlichen Patagonischen Eisfelds gehören zu folgenden Nationalparks:
- Nationalpark Torres del Paine, Chile
- Nationalpark Bernardo O’Higgins, Chile
- Nationalpark Los Glaciares, Argentinien